# Tauron Arena Kraków
Tauron Arena Kraków er en indendørs multiarena i Kraków, Polen. Den blev indviet 12. maj 2014, og i februar 2015 blev der indgået en treårig kontrakt med den polske energikoncern Tauron Polska Energia om navnesponsorat af arenaen.

## Historie
Byggeriet af arenaen begyndte i 2011, og stod færdig i foråret 2014.
Hele anlægget dækker et areal 61.434 m2, med maksimalt areal af arenaens gulv på 4.546 m2. Den gennemsnitlige tilskuerkapacitet er 18.000 til koncerter, og 15.000 ved sportsbegivenheder. Det maksimalt største antal tilskuere er 22.800.
Arenaen har Polens største LED-facade, med et samlet areal på 5.200 m2.

## Værtskaber
Arena Kraków har siden åbningen lagt gulv til følgende mesterskaber:
- VM i volleyball 2014 (mænd)
- B-VM i ishockey 2015
- EM i håndbold 2016 (mænd)